# Wólka Klonowska (Łódź)
Pour les articles homonymes, voir Wólka Klonowska.
Wólka Klonowska est une localité polonaise de la gmina de Brąszewice, située dans le powiat de Sieradz en voïvodie de Łódź.